# NGC 350
NGC 350 је елиптична галаксија у сазвежђу Кит која се налази на NGC листи објеката дубоког неба.
Деклинација објекта је - 6° 47' 43" а ректасцензија 1h 1m 56,6s. Привидна величина (магнитуда) објекта NGC 350 износи 14,9 а фотографска магнитуда 15,9. NGC 350 је још познат и под ознакама MCG -1-3-69, NPM1G -07.0040, PGC 3690.